# Vi mötas i St. Louis
Vi mötas i St. Louis (engelska: Meet Me in St. Louis) är en amerikansk musikalfilm i Technicolor från 1944 i regi av Vincente Minnelli. I huvudrollerna ses Judy Garland och Mary Astor. Filmen hade premiär i USA den 22 november 1944 och i Sverige den 26 december 1945. Margaret O'Brien tilldelades en Oscar för sin insats som lillasystern Tootie i filmen. Filmen var även nominerad i ytterligare fyra klasser, bland annat "Bästa manus" och "Bästa originalmusik". Filmen placerade sig på tionde plats på listan AFI's Greatest Movie Musicals.

## Handling
Filmen handlar om livet för en familj bosatta i Saint Louis 1903–1904. Hela staden väntar på att den stora världsutställningen skall invigas. I fokus står systrarna Rose (Lucille Bremer) och Esther (Judy Garland) som bekymrar sig för hur de ska få tag i varsin pojkvän, Esther är olyckligt kär i grannpojken (Tom Drake). En dag kommer far i huset (Leon Ames) hem och berättar att familjen skall flytta till New York, mot den övriga familjens vilja.

## Om filmen
Filmens producent, Arthur Freed, hade fått idén till filmen 1942 när han hade läst några kortare historier skrivna av Sally Benson i tidningen The New Yorker Magazine. Historierna handlade om hennes uppväxt i Saint Louis. Han tyckte att hennes historier skulle passa perfekt som en musikal.
Arthur Freed kände direkt att Judy Garland skulle passa perfekt för filmen. Judy Garland själv var först inte särskilt intresserad, hon ville hellre göra mer vuxna roller. Men till slut gav hon med sig, och efteråt har hon sagt att filmen blev en av hennes bästa.
Filmen spelades in på MGM:s område i Culver City, husen och gatorna var de samma som man tidigare använt i bland annat Andy Hardy-filmerna.
Låten The Trolley Song blev mycket populär, singeln med den låten sålde i en halv miljon exemplar.

## Rollista i urval
- Joan Carroll - Agnes
- Lucille Bremer - Rose
- Henry Daniels Jr. - Lon
- Leon Ames - Mr. Smith
- Mary Astor - Ms. Smith
- Harry Davenport - Morfar
- Marjorie Main - Katie
- Judy Garland - Esther
- Margaret O'Brien - Tootie
- Tom Drake - John Truett

## Musik i filmen i urval
- "The Trolley Song" (1944), musik: Ralph Blane, text: Hugh Martin, framförd av Judy Garland och kör
- "The Boy Next Door" (1944), musik: Ralph Blane, text: Hugh Martin, framförd av Judy Garland
- "Skip to My Lou" (1944), musik: Ralph Blane, text: Hugh Martin, framförd av Judy Garland, Lucille Bremer, Henry H. Daniels Jr. & ensemble
- "Have Yourself a Merry Little Christmas" (1944), musik: Ralph Blane, text: Hugh Martin, framförd av Judy Garland
- "Meet Me in St. Louis" (1904), musik: Kerry Mills, text: Andrew B. Sterling, framförd av Judy Garland och Lucille Bremer
- "I Was Drunk Last Night", okänd kompositör, framförd av Margaret O'Brien
- "Under the Bamboo Tree" (1902), musik: Rosamond Johnson, text: Bob Cole, framförd av Judy Garland och Margaret O'Brien
- "Over the Bannister" (1944), musik: Ralph Blane, text: Hugh Martin, framförd av Judy Garland
- "You and I" (1944), musik: Nacio Herb Brown, text: Arthur Freed, framförd av Mary Astor och Leon Ames (dubbad av Arthur Freed och Denny Markas)
- "Goodbye, My Lady Love" (1904), skriven av Joseph E. Howard, spelas på dansen
- "Little Brown Jug" (1869), skriven av Joseph Winner, spelas på dansen
- "Auld Lang Syne", Trad., spelas på dansen
- "The First Noel", Trad.
- "Brighten the Corner Where You Are" (1913), skriven av Ina D. Ogdon och Charles Gabriel, framförd av Margaret O'Brien